# کتابخانه مرکزی دانشگاه بخارست

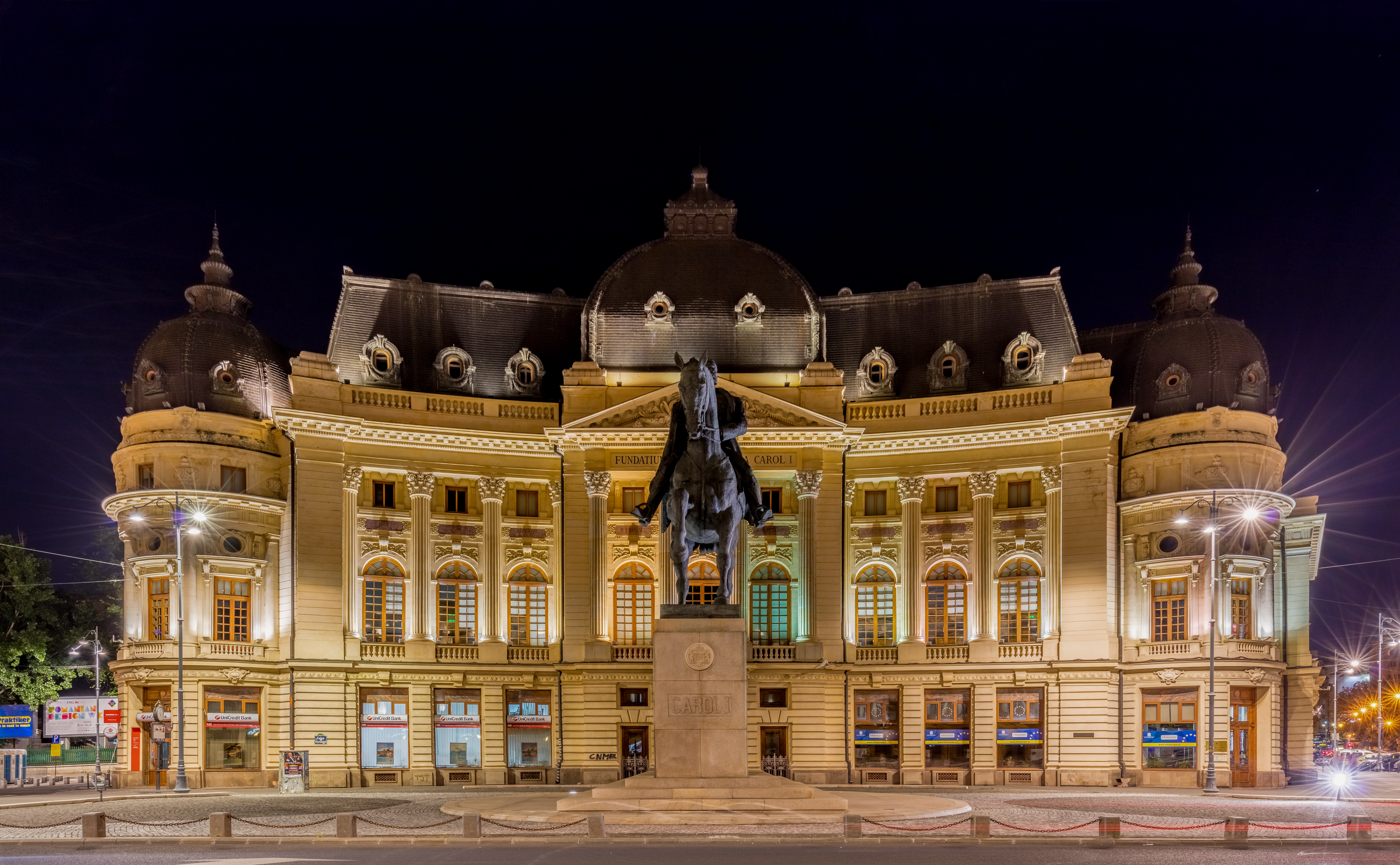
نمایی از ساختمان کتابخانه مرکزی دانشگاه بخارست

کتابخانه مرکزی دانشگاه بخارست (به رومانیایی: Biblioteca Centrală Universitară) در خیابانی در بخارست روبروی «موزه هنرهای ملی رومانی» واقع شده‌است.

## تاریخچه

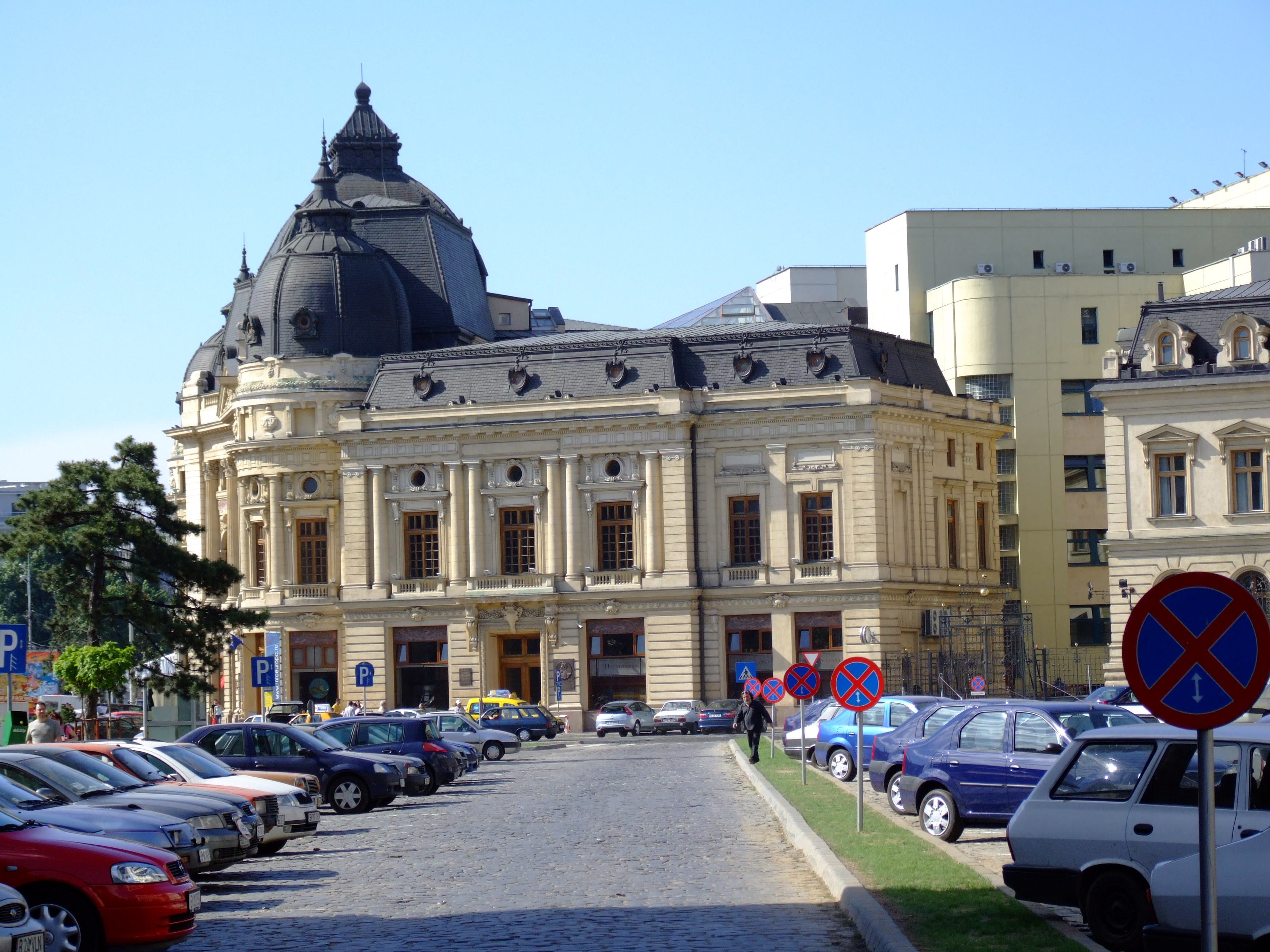
نمای جنوبی کتابخانه

وقتی در سال ۱۸۶۴ دانشگاه بخارست را تأسیس کردند کتابخانه نداشت و از کتابخانه ایالتی استفاده می‌کرد.
کتابخانه مرکزی دانشگاه بخارست در زمینی ساخته شد که قرار بود مؤسسه دانشگاهی کارل یکم در آنجا ساخته شود. کارل یکم این قطعه زمین را خریده بود و قصد داشت مؤسسه دانشگاهی کارل یکم را در آنجا بنا کند.